# Oreolais ruwenzorii
El apalis del Ruwenzori  (Oreolais ruwenzorii) es una especie de ave paseriforme de la familia Cisticolidae Cisticolidae propia de África oriental. Anteriormente se clasificaba en el género Apalis.

## Distribución y hábitat
Se le encuentra en África, en Burundi, República Democrática del Congo, Ruanda, y Uganda.
Su hábitat natural son los bosques montanos húmedos  tropicales.